# Campyloneurum magnificum
Campyloneurum magnificum är en stensöteväxtart som beskrevs av Thomas Moore. Campyloneurum magnificum ingår i släktet Campyloneurum och familjen Polypodiaceae. Inga underarter finns listade.